# Langham (Suffolk)
Langham is een civil parish in het bestuurlijke gebied Mid Suffolk, in het Engelse graafschap Suffolk met 90 inwoners.